# Arsenio Martínez Campos y Antón
Arsenio Martínez Campos y Antón (Segovia, 14 dicembre 1831 – Zarauz, 23 settembre 1900) è stato un generale spagnolo.

## Biografia
Dopo aver combattuto in Marocco (1860), in Messico (1862) e a Cuba (1869), comandò le truppe sostenitrici di Alfonso XII di Spagna contro i carlisti e i repubblicani, debellandoli nel 1874 e ponendo fine alla Prima Repubblica Spagnola. 
Inviato di nuovo a Cuba nel 1876, ne divenne Governatore generale, carica che lasciò nel 1879; firmò con i rivoltosi, privi del loro comandante Calixto García Iñíguez, il cosiddetto trattato di Zanjón (1878), che pose fine alla guerra dei dieci anni.
Divenuto nel 1879 primo ministro della Spagna, si dimise in fretta, ma nel 1881 fu ministro della guerra. Dimessosi nel 1883, fu capitano generale madrileno (1887) e governò la Catalogna dal 1889.
Nel 1895 tornò a Cuba come Governatore generale, per trattare, purtroppo invano, con il vecchio rivale Calixto García Iñíguez, tornato in quell'anno all'attacco. Lasciò la carica di Governatore nel febbraio del 1896.